# 안부 (영화)
"안부"는 2019년에 제작한 대한민국의 영화이다.

## 캐스팅
- 윤혜리 : 주영 역
- 이주연 : 소미 역
- 이다영 : 유진 역
- 하윤경 : 여빈 역
- 이민영 : 은경 역
- 임호준 : 임 경위 역
- 배용범 : 세탁소 주인 역
- 강물결 : 빵집 직원 역
- 김에빈 : 학원 학생들 역
- 김지희 : 학원 학생들 역
- 이은향 : 학원 학생들 역
- 이형준 : 학원 학생들 역
- 임지선 : 학원 학생들 역
- 김에빈 : 학원 학생들 역
- 조성은 : 학원 학생들 역
- 조수빈 : 학원 학생들 역

## 수상
- 2019년 제24회 부산국제영화제 수상 선재상 (진성문)
- 2019년 제45회 서울독립영화제 특별초청 - 단편
- 2019년 제1회 1인가구영화제 수상 대상 (진성문)
- 2020년 제22회 정동진독립영화제 단편
- 2020년 제14회 여성인권영화제 피움초이스
- 2020년 제2회 반빈곤영화제 상영작